# Super Aguri
Super Aguri ist ein japanischer Motorsportrennstall, der von Aguri Suzuki gegründet wurde.
Von 2006 bis 2008 war der Rennstall als Super Aguri F1 Team in der Formel-1-Weltmeisterschaft aktiv. Suzuki fungierte als Teamchef bei diesem Engagement. Super Aguri wurde aufgrund seiner engen Partnerschaft mit dem Werksteam des Automobilherstellers Honda als dessen Satellitenteam angesehen. Sitz des Rennstalls war die ehemalige Arrows-Fabrik in Leafield.
2014/15 und 2015/16 trat Super Aguri als Amlin Aguri bzw. als Team Aguri in der FIA-Formel-E-Meisterschaft an.

## Formel 1

### 2006

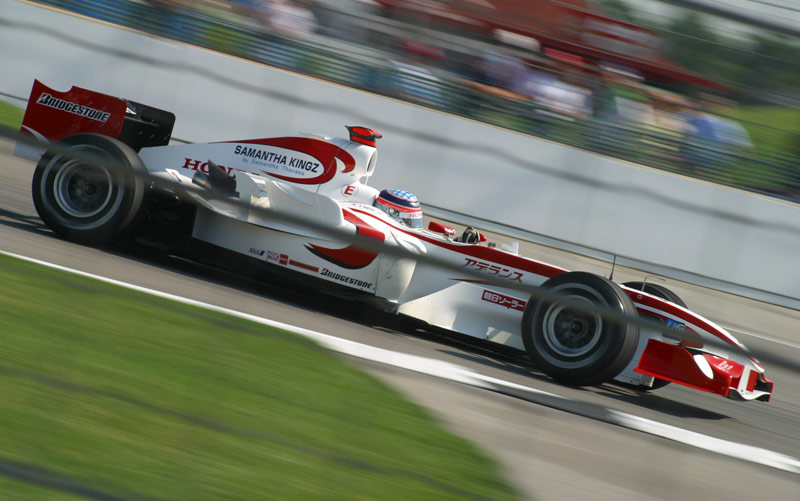
Satō im Super Aguri SA05, USA 2006

Für die Saison 2006 wurden als Fahrer zwei Japaner verpflichtet: der ehemalige BAR-Pilot Takuma Satō und der Formel-1-Neuling Yūji Ide. Ab dem Großen Preis von Europa wurde Ide von Franck Montagny ersetzt, da die FIA dem Rennstall nahelegte, Ide wegen sehr schlechter Leistungen („rollende Schikane“) nicht mehr als Grand-Prix-Pilot einzusetzen. Nach dem Großen Preis von Europa entzog die FIA Ide die Formel-1-Rennlizenz (Superlizenz). Ab dem Großen Preis von Deutschland übernahm der für drei Rennen eingesetzte Testfahrer Sakon Yamamoto das Steuer des zweiten Autos von Super Aguri.
Die Motoren für den Super-Aguri-Wagen wurden von Honda, die Reifen von Bridgestone geliefert. Auf Grund des FIA-Reglements, wonach kein Chassis eines aktuellen Mitbewerbers gekauft werden darf, wurden zunächst modifizierte Arrows A23 aus dem Jahr 2002 unter der Bezeichnung SA05 eingesetzt, welche an das neue Reglement angepasst waren. Sie waren ursprünglich vom ehemaligen Minardi-Besitzer Paul Stoddart erworben worden. Der Australier hatte die Autos zusammen mit weiterer Ausrüstung nach der Liquidation des Arrows-Teams von Tom Walkinshaw gekauft. Ab dem Großen Preis von Deutschland in Hockenheim wurde eine Weiterentwicklung des SA05, der SA06, eingesetzt.
Das Team wurde erst nachträglich zur Teilnahme an der Formel-1-Weltmeisterschaft 2006 zugelassen. Ursache hierfür war, dass die notwendige Hinterlegung von 48 Millionen US-Dollar als Sicherheitsleistung bei der FIA nicht fristgerecht bis zum 1. Dezember 2005 erfolgte. Die Summe konnte von Super Aguri zwar kurze Zeit später bei der FIA nachgewiesen werden, jedoch wurde durch die Fristverletzung die Zustimmung aller Konkurrenzteams notwendig. Ende Dezember stimmte mit MF1 Racing auch das letzte der zehn übrigen Teams zu. MF1 Racing fürchtete vor allem finanzielle Einbußen, da nur die zehn erstplatzierten Teams an den Einnahmen der Formel-1-Vermarktung beteiligt werden. Am 26. Januar 2006 folgte schließlich die offizielle Bestätigung der Nachnominierung durch die FIA.

### 2007

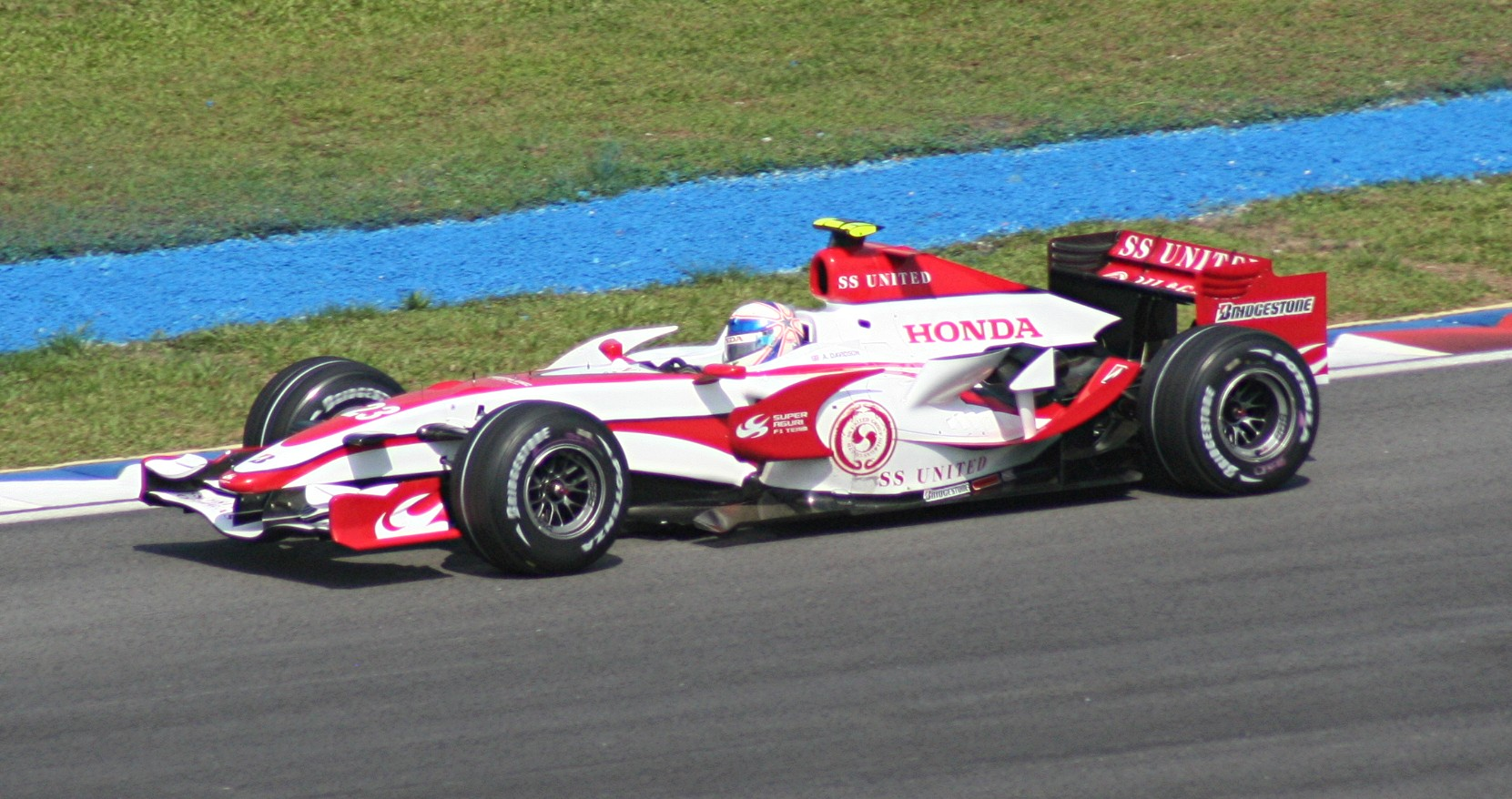
Anthony Davidson im Super Aguri SA07, 2007

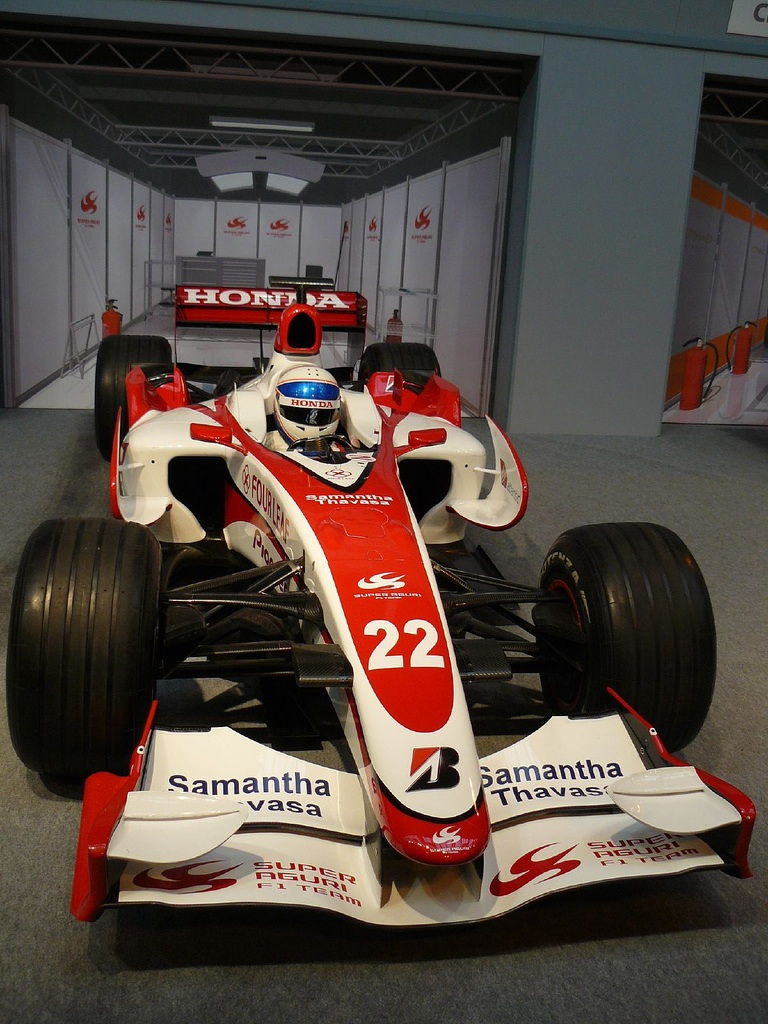
Super Aguri SA07

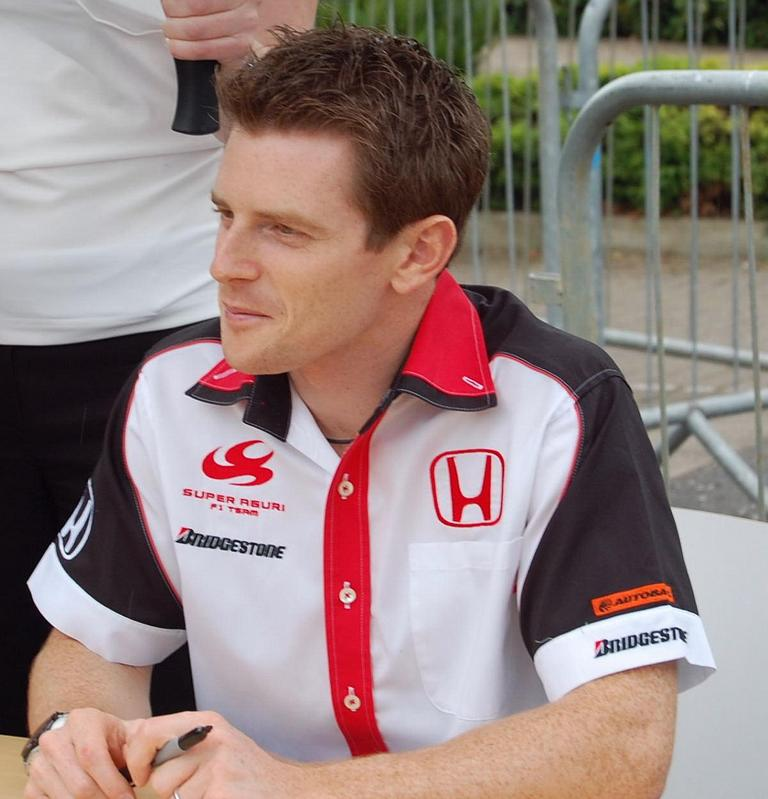
Anthony Davidson in Teamkleidung

2007 trat das Team mit den Fahrern Takuma Satō und Anthony Davidson an. Testfahrer war James Rossiter. Gleich beim ersten Rennen der Saison, dem Großen Preis von Australien, konnte Takuma Satō mit Startplatz zehn das beste Qualifikations-Ergebnis des Teams einfahren. Beim Großen Preis von Spanien konnte Takuma Satō durch seinen achten Platz den ersten WM-Punkt für das Team holen. Beim Großen Preis von Kanada erreichte er sogar den sechsten Platz. Dies sollten aber die einzigen Punkte-Platzierungen des Teams bleiben.
Überraschend war, dass das Team zeitweise sowohl von den Rundenzeiten, als auch von der WM-Platzierung her, besser war als Honda, das Werksteam des Motorenlieferants. Am Ende belegte das Team mit vier Zählern den neunten Platz, noch vor dem direkten Rivalen Spyker und McLaren-Mercedes. Letzterem Team wurden nach der Spionage-Affäre alle Punkte aberkannt.

### 2008

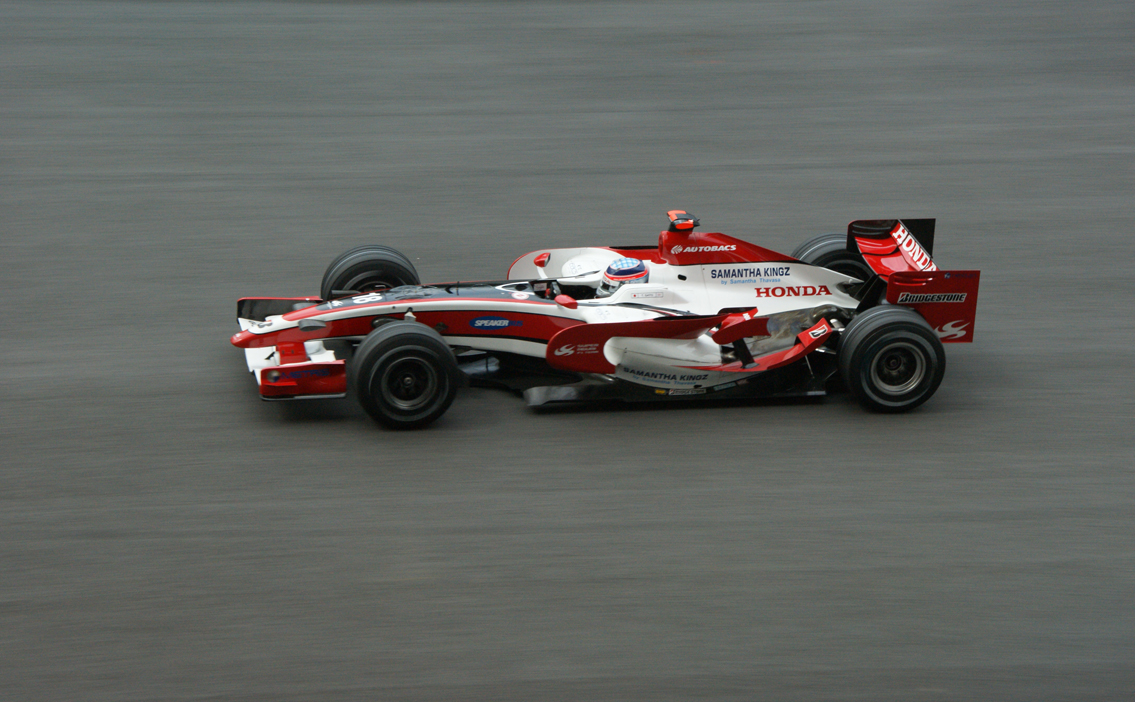
Takuma Sato im Super Aguri SA08 beim Großen Preis von Malaysia 2008

In der Saison 2008 trat das Team mit unveränderter Fahrerpaarung an. Beim ersten Rennen fielen beide Fahrer aus. Auf Grund der schlechten finanziellen Ausstattung konnte das Team nur selten an Testfahrten teilnehmen. Nach dem dritten Grand Prix der Saison scheiterten Verhandlungen mit einem potenziellen Investor (der britischen Magma Group), wodurch bereits die Teilnahme am Großen Preis von Spanien ernsthaft in Frage gestellt wurde. Letzten Endes wurde teilgenommen und das wiederum mit einigermaßen großem Erfolg, da Hamilton im dritten Rennen rundenlang hinter dem Super Aguri kämpfte, bis er endlich vorbeikam. Im Großen Preis von Spanien 2008 fuhr man solide und das ohne einen einzigen Testkilometer.
Nachdem den Trucks der Japaner und ihrem Motorhome der Zutritt zur Rennstrecke beim Großen Preis der Türkei aufgrund der angespannten Situation verwehrt wurde, gab Aguri Suzuki den Rückzug seines Teams aus der Formel 1 bekannt. Die Rettung des Teams wäre nach Presseberichten offenbar möglich gewesen, kam jedoch unter anderem aufgrund eines Interessenskonflikts zwischen Super Aguri und Honda nicht zustande. Honda räumte offenbar den Verhandlungen mit einem neuen Sponsor, der deutschen Weigl-Gruppe nur geringe Priorität ein, da diese lediglich eine Ratenzahlung der Schulden vornehmen wollte, während Magma zuvor offenbar im Falle eines Vertragsschlusses zu einer direkten Rückzahlung der Schulden bereit gewesen wäre.

## FIA-Formel-E-Meisterschaft
2014/15 stieg das Team unter dem Namen Amlin Aguri in die neugegründete FIA-Formel-E-Meisterschaft ein. Takuma Satō und Katherine Legge wurden als Fahrer verpflichtet. Satō fuhr nur das erste Rennen für das Team, Legge die ersten beiden. Anschließend erhielten António Félix da Costa und Salvador Durán die Cockpits. Félix da Costa gewann in Buenos Aires den ersten ePrix für den Rennstall. Beim London ePrix ersetzte Sakon Yamamoto Félix da Costa, der wegen einer Terminkollision mit der DTM nicht zu den beiden Rennen antreten konnte. Nach der ersten Saison, in der das Aguri Platz sieben der Teamwertung erreichte, trennte sich der Namenssponsor Amlin vom Team. In der zweiten Saison trat man unter dem Namen Team Aguri an. Félix da Costa blieb beim Team, wurde jedoch wegen einer erneuten Terminkollision mit der DTM beim Berlin ePrix durch René Rast vertreten. Das zweite Cockpit erhielt Nathanaël Berthon, der nach dem dritten ePrix jedoch durch Durán ersetzt wurde, der nach drei weiteren Rennen sein Cockpit an Ma Qinghua verlor.
Noch während der Saison ging das Team über die Sportmarketingfirma SECA (Sports Entertainment Content Activation) in den Besitz der chinesischen Kapitalgesellschaft Chinese Media Capital über, Teambesitzer Aguri Suzuki schied mit sofortiger Wirkung aus dem Team aus. Ab der Saison 2016/17 geht das Team unter dem Namen Techeetah Formula E Team an den Start.

## Zahlen und Daten (Formel 1)

### Statistik in der Formel 1
| Saison | Teamname              | Chassis               | Motor        | Reifen | Grands Prix | Siege | Zweiter | Dritter | Poles | schn. Runden | Punkte | WM-Rang |
| ------ | --------------------- | --------------------- | ------------ | ------ | ----------- | ----- | ------- | ------- | ----- | ------------ | ------ | ------- |
| 2006   | Super Aguri Formula 1 | Super Aguri SA05/SA06 | Honda 2.4 V8 | B      | 18          | –     | –       | –       | –     | –            | –      | 11.     |
| 2007   | Super Aguri Formula 1 | Super Aguri SA07      | Honda 2.4 V8 | B      | 17          | –     | –       | –       | –     | –            | 4      | 9.      |
| 2008   | Super Aguri F1 Team   | Super Aguri SA08      | Honda 2.4 V8 | B      | 4           | –     | –       | –       | –     | –            | –      | 11.     |
| Gesamt | Gesamt                | Gesamt                | Gesamt       | Gesamt | 39          | –     | –       | –       | –     | –            | 4      |         |

### Alle Fahrer von Super Aguri F1 Racing in der Formel 1
| Name             | Jahre     | Grands Prix | Punkte | Siege | Zweiter | Dritter | Poles | SR | beste WM-Pos. |
| ---------------- | --------- | ----------- | ------ | ----- | ------- | ------- | ----- | -- | ------------- |
| Takuma Satō      | 2006–2008 | 39          | 4      | –     | –       | –       | –     | –  | 17. (2007)    |
| Anthony Davidson | 2007–2008 | 21          | –      | –     | –       | –       | –     | –  | 22. (2008)    |
| Sakon Yamamoto   | 2006      | 7           | –      | –     | –       | –       | –     | –  | 26. (2006)    |
| Franck Montagny  | 2006      | 7           | –      | –     | –       | –       | –     | –  | 27. (2006)    |
| Yūji Ide         | 2006      | 4           | –      | –     | –       | –       | –     | –  | 25. (2006)    |

### Ergebnisse in der Formel 1
| Saison | Chassis   | Fahrer      | Nr. | 1   | 2   | 3   | 4   | 5   | 6   | 7   | 8   | 9   | 10  | 11  | 12  | 13  | 14  | 15  | 16  | 17 | 18 | Punkte | Rang |
| ------ | --------- | ----------- | --- | --- | --- | --- | --- | --- | --- | --- | --- | --- | --- | --- | --- | --- | --- | --- | --- | -- | -- | ------ | ---- |
| 2006   | SA05/SA06 |             |     |     |     |     |     |     |     |     |     |     |     |     |     |     |     |     |     |    |    | –      | 11.  |
| 2006   | SA05/SA06 | T. Satō     | 22  | 18  | 14  | 12  | DNF | DNF | 17  | DNF | 17  | 15  | DNF | DNF | DNF | 13  | NC  | 16  | DSQ | 15 | 10 | –      | 11.  |
| 2006   | SA05/SA06 | Y. Ide      | 23  | DNF | DNF | 13  | DNF |     |     |     |     |     |     |     |     |     |     |     |     |    |    | –      | 11.  |
| 2006   | SA05/SA06 | F. Montagny | 23  |     |     |     |     | DNF | DNF | 16  | 18  | DNF | DNF | 16  |     |     |     |     |     |    |    | –      | 11.  |
| 2006   | SA05/SA06 | S. Yamamoto | 23  |     |     |     |     |     |     |     |     |     |     |     | DNF | DNF | DNF | DNF | 16  | 17 | 16 | –      | 11.  |
| 2007   | SA07      |             |     |     |     |     |     |     |     |     |     |     |     |     |     |     |     |     |     |    |    | 4      | 9.   |
| 2007   | SA07      | T. Satō     | 22  | 12  | 13  | DNF | 8   | 17  | 6   | DNF | 16  | 14  | DNF | 15  | 18  | 16  | 15  | 15* | 14  | 12 |    | 4      | 9.   |
| 2007   | SA07      | A. Davidson | 23  | 16  | 16  | 16  | 11  | 18  | 11  | 11  | DNF | DNF | 12  | DNF | 14  | 14  | 16  | DNF | DNF | 14 |    | 4      | 9.   |
| 2008   | SA08      |             |     |     |     |     |     |     |     |     |     |     |     |     |     |     |     |     |     |    |    | –      | 11.  |
| 2008   | SA08      | T. Satō     | 18  | DNF | 16  | 17  | 13  |     |     |     |     |     |     |     |     |     |     |     |     |    |    | –      | 11.  |
| 2008   | SA08      | A. Davidson | 19  | DNF | 15  | 16  | DNF |     |     |     |     |     |     |     |     |     |     |     |     |    |    | –      | 11.  |

| Legende  | Legende            | Legende                                                          |
| Farbe    | Abkürzung          | Bedeutung                                                        |
| -------- | ------------------ | ---------------------------------------------------------------- |
| Gold     | –                  | Sieg                                                             |
| Silber   | –                  | 2. Platz                                                         |
| Bronze   | –                  | 3. Platz                                                         |
| Grün     | –                  | Platzierung in den Punkten                                       |
| Blau     | –                  | Klassifiziert außerhalb der Punkteränge                          |
| Violett  | DNF                | Rennen nicht beendet (did not finish)                            |
| Violett  | NC                 | nicht klassifiziert (not classified)                             |
| Rot      | DNQ                | nicht qualifiziert (did not qualify)                             |
| Rot      | DNPQ               | in Vorqualifikation gescheitert (did not pre-qualify)            |
| Schwarz  | DSQ                | disqualifiziert (disqualified)                                   |
| Weiß     | DNS                | nicht am Start (did not start)                                   |
| Weiß     | WD                 | zurückgezogen (withdrawn)                                        |
| Hellblau | PO                 | nur am Training teilgenommen (practiced only)                    |
| Hellblau | TD                 | Freitags-Testfahrer (test driver)                                |
| ohne     | DNP                | nicht am Training teilgenommen (did not practice)                |
| ohne     | INJ                | verletzt oder krank (injured)                                    |
| ohne     | EX                 | ausgeschlossen (excluded)                                        |
| ohne     | DNA                | nicht erschienen (did not arrive)                                |
| ohne     | C                  | Rennen abgesagt (cancelled)                                      |
| ohne     | keine WM-Teilnahme |                                                                  |
| sonstige | P/fett             | Pole-Position                                                    |
| sonstige | 1/2/3/4/5/6/7/8    | Punktplatzierung im Sprint-/Qualifikationsrennen                 |
| sonstige | SR/kursiv          | Schnellste Rennrunde                                             |
| sonstige | *                  | nicht im Ziel, aufgrund der zurückgelegten Distanz aber gewertet |
| sonstige | ()                 | Streichresultate                                                 |
| sonstige | unterstrichen      | Führender in der Gesamtwertung                                   |

## Zahlen und Daten (Formel E)

### Statistik in der Formel E
| Saison  | Teamname    | Fahrzeug | Reifen   | ePrix | Siege | Zweiter | Dritter | Poles | schn. Runden | Punkte | WM-Rang |
| ------- | ----------- | -------- | -------- | ----- | ----- | ------- | ------- | ----- | ------------ | ------ | ------- |
| 2014/15 | Amlin Aguri | SRT_01E  | Michelin | 11    | 1     | –       | –       | –     | 1            | 66     | 7.      |
| 2015/16 | Team Aguri  | SRT_01E  | Michelin | 10    | –     | –       | –       | –     | –            | 32     | 8.      |
| Gesamt  | Gesamt      | Gesamt   | Gesamt   | 21    | 1     | –       | –       | –     | 1            | 98     |         |

### Alle Fahrer von Amlin Aguri in der Formel E
| Name                   | Jahre     | ePrix | Punkte | Siege | Zweiter | Dritter | Poles | SR | beste WM-Pos. |
| ---------------------- | --------- | ----- | ------ | ----- | ------- | ------- | ----- | -- | ------------- |
| António Félix da Costa | 2014–2016 | 17    | 79     | 1     | –       | –       | –     | –  | 8. (2014/15)  |
| Salvador Durán         | 2014–2016 | 11    | 13     | –     | –       | –       | –     | –  | 21. (2014/15) |
| Ma Qinghua             | 2016      | 4     | 0      | –     | –       | –       | –     | –  | 19. (2015/16) |
| Nathanaël Berthon      | 2015      | 3     | 4      | –     | –       | –       | –     | –  | 17. (2015/16) |
| Katherine Legge        | 2014      | 2     | 0      | –     | –       | –       | –     | –  | 33. (2014/15) |
| Sakon Yamamoto         | 2014      | 2     | 0      | –     | –       | –       | –     | –  | 35. (2014/15) |
| Takuma Satō            | 2014      | 1     | 2      | -     | –       | –       | –     | 1  | 24. (2014/15) |
| René Rast              | 2016      | 1     | 0      | -     | –       | –       | –     | –  | 23. (2015/16) |

### Einzelergebnisse in der FIA-Formel-E-Meisterschaft
| Fahrer                             | Nr.                                | 1    | 2    | 3    | 4   | 5    | 6   | 7     | 8   | 9   | 10    | 11  | 12 | 13 | 14 | 15 | 16 | Punkte | Rang |
| ---------------------------------- | ---------------------------------- | ---- | ---- | ---- | --- | ---- | --- | ----- | --- | --- | ----- | --- | -- | -- | -- | -- | -- | ------ | ---- |
| FIA-Formel-E-Meisterschaft 2014/15 | FIA-Formel-E-Meisterschaft 2014/15 | BEI  | PUT  | PUN  | BUE | MIA  | LBH | MON   | BER | MOS | LON   | LON |    |    |    |    |    | 66     | 7.   |
| Takuma Satō                        | 55                                 | DNF  |      |      |     |      |     |       |     |     |       |     |    |    |    |    |    | 66     | 7.   |
| António Félix da Costa             | 55                                 |      | 8    | DNF  | 1   | 6    | 7   | 9     | 11  | 7   |       |     |    |    |    |    |    | 66     | 7.   |
| Sakon Yamamoto                     | 55                                 |      |      |      |     |      |     |       |     |     | °DNF° | DNF |    |    |    |    |    | 66     | 7.   |
| Katherine Legge                    | 77                                 | °15° | °15° |      |     |      |     |       |     |     |       |     |    |    |    |    |    | 66     | 7.   |
| Salvador Durán                     | 77                                 |      |      | °16° | DSQ | 10   | DNF | °DNF° | 17  | 6   | 17    | 8   |    |    |    |    |    | 66     | 7.   |
| FIA-Formel-E-Meisterschaft 2015/16 | FIA-Formel-E-Meisterschaft 2015/16 | BEI  | PUT  | PUN  | BUE | MEX  | LBH | PAR   | BER | LON | LON   |     |    |    |    |    |    | 32     | 8.   |
| António Félix da Costa             | 55                                 | DNF  | 6    | 6    | DNF | DNF  | DNF | 8     |     | 6   | 11    |     |    |    |    |    |    | 32     | 8.   |
| René Rast                          | 55                                 |      |      |      |     |      |     |       | NC  |     |       |     |    |    |    |    |    | 32     | 8.   |
| Nathanaël Berthon                  | 77                                 | 8    | 15   | 14   |     |      |     |       |     |     |       |     |    |    |    |    |    | 32     | 8.   |
| Salvador Durán                     | 77                                 |      |      |      | DNF | °15° | 14  |       |     |     |       |     |    |    |    |    |    | 32     | 8.   |
| Ma Qinghua                         | 77                                 |      |      |      |     |      |     | DNF   | 14  | 11  | 12    |     |    |    |    |    |    | 32     | 8.   |

| Legende                      | Legende       | Legende                                                                 |
| Farbe                        | Abkürzung     | Bedeutung                                                               |
| ---------------------------- | ------------- | ----------------------------------------------------------------------- |
| Gold                         | —             | Sieger                                                                  |
| Silber                       | —             | 2. Platz                                                                |
| Bronze                       | —             | 3. Platz                                                                |
| Grün                         | —             | Platzierung in den Punkten                                              |
| Blau                         | —             | Klassifiziert außerhalb der Punkteränge                                 |
| Violett                      | DNF           | Rennen nicht beendet                                                    |
| Violett                      | NC            | nicht klassifiziert                                                     |
| Rot                          | DNQ           | nicht qualifiziert                                                      |
| Schwarz                      | DSQ           | disqualifiziert                                                         |
| Weiß                         | DNS           | nicht am Start                                                          |
| Weiß                         | WD            | zurückgezogen                                                           |
| Weiß                         | C             | Rennen abgesagt                                                         |
| Blanko                       |               | nicht teilgenommen                                                      |
| Blanko                       | DNP           | gemeldet, aber nicht teilgenommen                                       |
| Blanko                       | INJ           | verletzt oder krank                                                     |
| Blanko                       | EX            | ausgeschlossen                                                          |
| sonstige Formate und Zeichen | P/fett        | Pole-Position                                                           |
| sonstige Formate und Zeichen | kursiv        | Schnellste Rennrunde (ab 2017/18: Schnellste Rennrunde der ersten Zehn) |
| sonstige Formate und Zeichen | unterstrichen | Führender in der Gesamtwertung                                          |
| sonstige Formate und Zeichen | °             | FanBoost                                                                |
| sonstige Formate und Zeichen | *             | nicht im Ziel, aufgrund der zurückgelegten Distanz aber gewertet        |
| sonstige Formate und Zeichen | ( )           | Streichresultat                                                         |

### Übersicht des aktuellen Personals (Formel E)
| Aufgabenbereich                 | Name                   |
| ------------------------------- | ---------------------- |
| Stammfahrer                     | António Félix da Costa |
| Stammfahrer                     | Nathanaël Berthon      |
| Testfahrer                      | Takuma Satō            |
| Testfahrer                      | Fabio Leimer           |
| Teamchef                        | Mark Preston           |
| Technischer Direktor            | Peter McCool           |
| Geschäftsführer / Anteilseigner | Aguri Suzuki           |